# Col du Marchairuz
Der Col du Marchairuz ist ein Gebirgspass im Schweizer Kanton Waadt, der auf einer Passlänge von 18 Kilometer die Ortschaften Le Brassus und Bière miteinander verbindet. Die Passhöhe befindet sich auf 1447 m ü. M. südwestlich des Gipfels des Mont Tendre. Von Saint-George führt eine gleichwertige Strasse (die Route du Marchairuz) aus südlicher Richtung zur Passstrasse hinauf, welche sie ca. 3,6 km vor der Passhöhe erreicht. 
Der Col du Marchairuz verbindet ganzjährig die Weinregion La Côte am Genfersee mit dem Lac de Joux im Hochtal Vallée de Joux.

## Sperrstelle Col du Marchairuz
Nördlich des Passes wurde kurz vor dem Zweiten Weltkrieg zur Sicherung der Schweizer Westgrenze eine Sperrstelle der Grenzbrigade 1 mit zwei Maschinengewehrbunkern, einem Infanteriekanonenschild und zwei Solitären errichtet.
- Infanteriebunker Marchairuz Nord  A 626 1 Mg ⊙
- Infanteriebunker Marchairuz Süd A 627 1 Ik, 1 Mg⊙
- Solitär Marchairuz  ⊙
- Solitär Marchairuz ⊙
- Schild Marchairuz ⊙

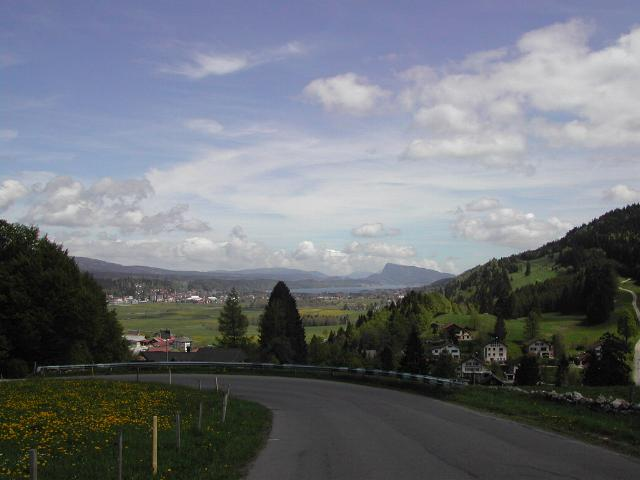
Strasse über den Col du Marchairuz kurz vor Le Brassus (im Hintergrund der Lac de Joux)
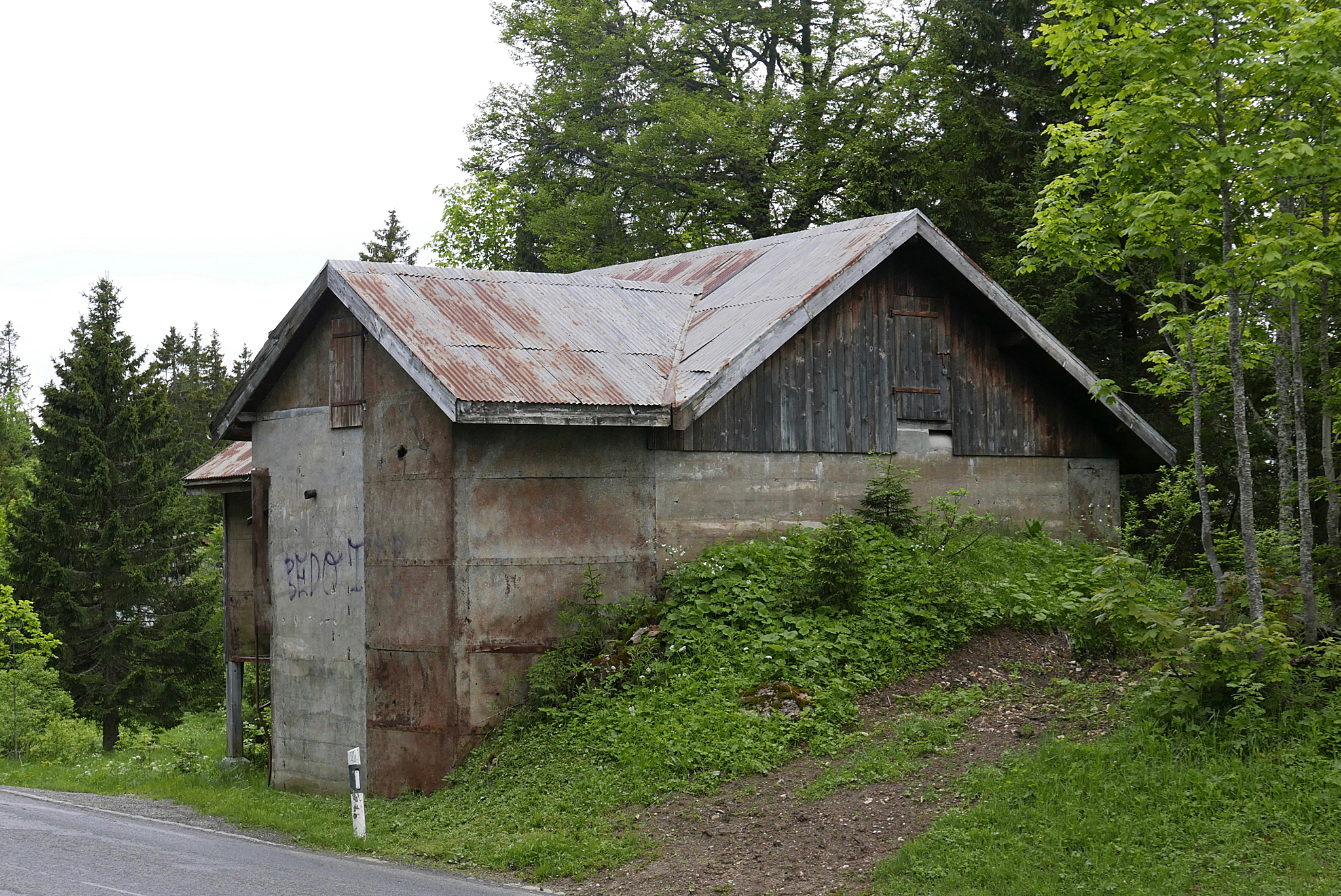
Infanteriebunker Marchairuz Nord A 626